# Hégémonie de l'immobilier à Hong Kong
L'hégémonie de l'immobilier (chinois traditionnel : 地產霸權 ; cantonais Jyutping : dei6 caan2 baa3 kyun4) est un terme à Hong Kong qui désigne l'oligarchie des conglomérats immobiliers et la collusion entre le gouvernement et l'entreprise. Il se réfère au phénomène de l'oligarchie dans le secteur de l'aménagement du territoire de Hong Kong, dominé par les magnats de la propriété, tels que les sept principales sociétés de développement foncier, les Cheung Kong Holdings détenues par Li Ka-shing, Sun Hung Kai Properties détenue par la famille Kwok, la Henderson Land Development détenues par Lee Shau-kee et la New World Development Company détenue par Cheng Yu-tung , entre autres.
Les entreprises avaient un pouvoir et une influence énormes dans le gouvernement de la Hong Kong SAR et dans l'élaboration de ses politiques. Les sociétés immobilières se sont également développées en conglomérats oligarchiques dans les nombreux secteurs industriels liés à la vie quotidienne des Hongkongais, notamment les télécommunications, l'énergie, les transports, les supermarchés, les centres commerciaux, les médias, les chaînes de restaurants et bien d'autres. En raison de la politique de prix élevé des terres du gouvernement et de l'hégémonie de l'immobilier, le prix de l'immobilier à Hong Kong est également devenu inabordable et a créé des tensions sociales et politiques.

## Arrière-plan
La dépendance de Hong Kong par rapport au revenu des ventes de terres a commencé avec l'établissement de la colonie en 1841 où les Britanniques avaient l'intention de faire de Hong Kong un port de libre-échange. Le premier gouverneur de Hong Kong, Henry Pottinger, était partial vis-à-vis des sociétés de commerce britanniques et cherchait leur soutien en maintenant délibérément les impôts à un niveau bas.
Toutes les terres de Hong Kong ont été louées ou détenues par le gouvernement en tant que terres de la Couronne (Crown Land). En vertu de l'article XIII des lettres patentes, le gouverneur avait le pouvoir de faire et d'exécuter des concessions et de disposer des terres de la Couronne dans la colonie. C'est devenu la norme pour les gouvernements successifs de vendre aux enchères le droit de louer des biens. Dans les premiers temps, le terrain était loué pour des durées de 75, 99 ou 999 ans. Il a ensuite été normalisé à 75 ans dans les zones urbaines de l'île de Hong Kong et de Kowloon, renouvelables selon l'ancienne ordonnance sur les baux de la Couronne (Crown Leases Ordinance), tandis que les terres des nouveaux territoires et de New Kowloon étaient normalement vendues pour le résidu de 99 ans moins trois jours à partir de Juillet 1898.
Dans les années 1980, le marché de l'immobilier en plein essor a vu l'émergence des magnats de la propriété immobilière de Hong Kong, qui ont ensuite été absorbés dans la stratégie du Front uni de la RPC (en) durant la période de transition. Beaucoup d'entre eux ont été nommés à diverses fonctions publiques, notamment le Comité de rédaction de la législation fondamentale de Hong Kong (Hong Kong Basic Law Drafting Committee (en)) et le Comité consultatif du droit fondamental de Hong Kong (Hong Kong Basic Law Consultative Committee (en)), et plus tard les comités de préparation de la création de la Région administrative spéciale de Hong Kong (Hong Kong Special Administrative Region).
L'offre de terres à Hong Kong était également limitée à 50 hectares par an, conformément à la Déclaration conjointe sino-britannique de 1984, ce qui entraîna la pénurie des terres. La politique de prix élevé des terres qui restait en vigueur après la cession a consisté en des restrictions d'approvisionnement qui ont conduit au déséquilibre brut de l'offre et de la demande, causant la bulle immobilière des années 1990 où l'immobilier devenait l'industrie la plus rentable à Hong Kong et prolongeait la crise de l'inabordabilité du logement.

## Contrôle oligarchique
Les cinq grandes sociétés immobilières ont évolué et se sont développées en conglomérats en acquérant et en formant de nombreuses sociétés dans divers secteurs de l'industrie à Hong Kong, par exemple:
- La CK Hutchison Holdings de Li Ka-shing: commerce de détail (spécialiste de santé & beauté Watsons, supermarchés ParknShop , chaîne d'appareils électriques Fortress et Watson's Wine), ports (Hutchison Port Holdings), télécommunications (Hutchison Telecommunications Hong Kong Holdings (en), 3 Group), énergie (Hongkong Electric Company (en)[4].
- Sun Hung Kai Properties de la famille Kwok: vente au détail (Yata),  télécommunications (SmarTone (en), transport (Transport International Holdings Limited (en))
- Henderson Land Development de Lee Shau-kee: vente au détail (Citistore (en), énergie (Hong Kong and China Gas), transports (Hong Kong Ferry (en).
- New World Development de Cheng Yu-tung (en): construction (Hip Hing Construction (en)), commerce de détail (Chow Tai Fook), transports (NWS Holdings (en)), télécommunications (New World Telecommunications (en) vendu en 2016)
- Wheelock & Co (en) de Peter Woo (en): vente au détail (Citysuper (en), Lane Crawford, Joyce Boutique (en)), ports et fret (Modern Terminals Limited (en) et Hong Kong Air Cargo Terminals Limited (en), transports (Star Ferry, télécommunications (I-Cable Communications (en) vendu en 2017, Wharf T&T (en) vendu en 2016)

Selon le Bloomberg Billionaires Index, les magnats de l'immobilier représentent neuf des dix personnes les plus riches de la ville. Ces magnats de l'immobilier dirigent également leurs entreprises comme des entreprises familiales, comme par exemple, Li Ka-shing et ses fils Victor Li et Richard Li, Lee Shau-kee et ses fils Peter Lee Ka-kit (en) et Martin Lee Ka-shing (en), Cheng Yu-tung (en) et son fils Henry Cheng (en), Peter Woo (en) et son fils Douglas Woo (en) qui occupent des postes importants dans les affaires de leurs parents et diverses positions publiques.
L'accaparement des terres par les principaux promoteurs immobiliers a également entraîné la pénurie de terres. Selon un rapport de
Hong Kong Economic Times (en), il y avait au total de 1 279 hectares de terres détenues par les cinq principaux promoteurs immobiliers en 2010, soit trois fois plus que ce que le gouvernement détenait. Sur les terrains que possédaient les promoteurs immobiliers, 1 000 hectares étaient des terres agricoles, soit un cinquième des terres agricoles de Hong Kong. Par exemple, les quatre grands promoteurs immobiliers, Henderson, New World, Sun Kung Kai et Cheung Kong, ont acheté massivement des terres agricoles dans les Territoires du Nord-Est, qui devaient être développées et achetées par le gouvernement à un prix beaucoup plus élevé. Les projets de logement dans le plan de développement seront également très probablement donnés aux mêmes promoteurs immobiliers.

## Influence politique
Sur un total de 70 membres au Conseil législatif de Hong Kong , 35 sièges sont des circonscriptions fonctionnelles traditionnelles dont beaucoup sont indirectement élus par le secteur des affaires avec un électorat limité dont certains électeurs sont des corporations. L'électorat est étroitement lié aux grands conglomérats immobiliers et a donc tendance à favoriser les intérêts des sociétés immobilières. Les membres des circonscriptions fonctionnelles, bien qu'élus par un petit électorat opposé à leurs homologues des circonscriptions électorales directement élues, jouissent du droit de veto en raison du système de vote double.
Le comité des élections (en), composé de 1 200 membres, qui est responsable de l'élection du chef de l'exécutif, est également dominé par le secteur des affaires, un quart des sièges étant élus par le secteur des affaires avec le même électorat des circonscriptions fonctionnelles. Un autre quart des sièges est le secteur politique où les membres de Hong Kong de la Conférence consultative politique du peuple chinois (CCPPC) du Comité national sont aussi en grande partie composés des magnats de l'immobilier. Au comité des élections élu en 2012 par exemple, CK Hutchison Holdings a tenu huit sièges dont Li Ka-shing et ses fils Victor Li et Richard Li, Sun Hung Kai a tenu 15 sièges comprenant les frères Kwok,
Walter Kwok (en)
Walter Kwok, Thomas Kwok et
Raymond Kwok (en), Wheelock a tenu dix sièges en incluant le président Peter Woo et
Lee Shau-kee de Henderson et son fils Peter Lee Ka-kit. Combinant d'autres promoteurs immobiliers tels que New World,
Great Eagle Holdings (en),
Jardine Matheson,
Shun Tak Holdings (en) et
Chinachem (en) et d'autres entreprises de construction, les magnats de l'immobilier représentaient 97 sièges au sein du comité.
Selon un rapport de South China Morning Post , le nombre de sièges dans les conseils statutaires et consultatifs détenus par les directeurs des six principaux promoteurs est passé de 16 en 1998 à 54 en 2010.

## Collusion gouvernement-entreprise
Une série de controverses après 1997 a renforcé auprès du public l'idée de collusion gouvernement-affaires avec les magnats de la propriété. En 1999, le gouvernement a vendu le
Cyberport
au
PCCW
appartenant à Richard Li, fils de Li Ka-shing , l'homme le plus riche de Hong Kong et propriétaire des Cheung Kong Holdings, sans appel d'offres ouvert. En 2004, le gouvernement a vendu le projet
Hunghom Peninsula (en)
del'
Home Ownership Scheme (en)
à New World Development, propriété de Cheng Yu-tung, à un prix de 800 millions de dollars HK, soit moins de la moitié du prix initial demandé. Leung Chin-man, secrétaire permanent pour le logement, la planification et les terres (Permanent Secretary for Housing, Planning and Lands) qui était chargé des ventes a été plus tard nommé directeur général adjoint et directeur exécutif de
New World China Land.
Rafael Hui , Premier secrétaire de l'administration de 2005 à 2007, le plus haut fonctionnaire du gouvernement, a été emprisonné en 2014 pour sept ans et demi pour avoir accepté 19,7 millions de dollars HK de pots-de-vin et inconduite, de la part de
Thomas Kwok (en),
président de Sun Hung Kai Properties. qui a également été condamné pour cinq ans, pour avoir été leurs "yeux et oreilles dans le gouvernement", un cas cité pour mettre en évidence "la relation chaleureuse entre les puissants développeurs de la ville et le gouvernement".
Donald Tsang, directeur général de 2005 à 2012, a également été impliqué dans une série d'accusations de corruption car il a reçu les faveurs et l'hospitalité de la part de magnats de l'immobilier à diverses occasions, y compris des voyages en jet et en yacht et un manège donné par Sun Hung Kai. Il a été reconnu coupable plus tard et condamné à 20 mois en 2017 pour deux chefs d'inconduite dans la fonction publique. Il a été reconnu coupable d'avoir omis de divulguer ses intentions de louer un appartement de luxe à un important investisseur en radiodiffusion, qui a ensuite obtenu une licence du gouvernement alors qu'il était chef,,

## Mainlandisation
Depuis 2012, l'afflux de capitaux de la Chine continentale (Mainland Chinese) dans le marché immobilier de Hong Kong a remplacé les conglomérats immobiliers traditionnels de Hong Kong dans divers domaines, alors que le gouvernement de Pékin développe son influence dans les affaires politiques, économiques et sociales de la ville.
L'offre de sept grandes sociétés de développement foncier, Sun Hung Kai Properties, Cheung Kong Holdings, Henderson Land Development,
Nan Fung Group (en),
New World Development,
Sino Land (en) et
Wheelock & Co, a considérablement diminué depuis les 45 % de part totale en 2012 jusqu'à 22 % en 2016, face aux sociétés de développement des terres continentales (Mainland land development companies). On estime que la part des sept sociétés de développement foncier dans les logements privés, passera de 85 % en 2014 à 53 % en 2017-19.
Les sociétés chinoises continentales telles que HNA Group et Logan Property Holdings ont surenchéri ces dernières années sur les prétendants locaux, pour des terrains coûteux, représentant 37 milliards de dollars HK des terres gouvernementales vendues en 2017 pour le développement résidentiel. La HNA de
Chen Feng (en) surenchérit sur 19 candidats, avec un record de 8,84 milliards de dollars HK sur les sites fonciers du gouvernement dans l'ancienne zone de l'Aéroport international Kai Tak.

## Critique
La politique foncière à prix élevé a abouti à la domination de l'industrie immobilière qui est extrêmement rentable et au déclin d'autres industries. L'économie de Hong Kong est devenue beaucoup moins diversifiée qu'elle ne l'était il y a des décennies.
Hong Kong est devenue l'une des villes les plus chères en direct. Beaucoup de familles à faible revenu ont été forcées de vivre dans des appartements sous-divisés qui sont dangereux et avec de mauvaises conditions de vie, alors que beaucoup de professionnels de la classe moyenne n'ont pas les moyens d'acheter un appartement.
Avec l'augmentation rapide des tarifs de location, les vieilles boutiques et les restaurants sont obligés de fermer et les vieux quartiers sont complètement anéantis par le remplacement des chaînes de magasins de détail et des restaurants appartenant aux conglomérats immobiliers. Les vieilles communautés sont également déchirées par les nouveaux gratte-ciel privés et centres commerciaux construits par les mêmes conglomérats immobiliers. Par exemple,
Lee Tung Street (en),
surnommée Wedding Card Street, connue pour son industrie de l'imprimerie et sa production de cartes de mariage, a été démolie et réaménagée en centre commercial de luxe et en appartements privés mis au point par Sino Land et
Hopewell Holdings Limited (en).
L'hégémonie immobilière a également entraîné une disparité croissante des revenus à Hong Kong et créé des tensions sociales et politiques. Le réaménagement de la rue Lee Tung a déclenché une nouvelle vague de mouvement de conservation où les défenseurs de l'environnement ont fait campagne contre la démolition du
Star Ferry Pier (en)
et du
Queen's Pier (en)
et, par la suite, le réaménagement de
Government Hill
en bureaux d'affaires. Le mouvement de conservation le contre-pied à la position pro-développement du gouvernement, qui met le développement devant la préservation de la culture et de l'histoire locale, jusqu'à la collusion perçue gouvernement-affaires et l'inégalité politique dans la tendance pro-business du système politique, particulièrement dans les circonscriptions fonctionnelles. Le mouvement de conservation a également évolué vers le
mouvement localiste (en)
à la fin des années 2000 et au début des années 2010, augmentant encore les tensions politiques.
Li Ka-shing, l'homme le plus riche de Hong Kong, qui avait l'habitude d'être très admiré par les Hongkongais pour son travail et son esprit d'entreprise, a de plus en plus attiré les critiques de son empire commercial oligarchique. La
grève des dockers de Hong Kong de 2013 (en) contre la
Hongkong International Terminals (en),
détenue par Li Ka-shing, est devenue une protestation contre l'hégémonie immobilière.
Le Plan de développement des Territoires Nord-Est (en)
a également été fortement contesté car il était perçu comme une collusion entre le gouvernement et les entreprises, les principaux promoteurs immobiliers tels que Henderson, New World, Sung Kung Kai et Cheung Kong ayant déjà acheté un grand nombre des terres agricoles qui sont incluses dans le plan. Le plan prévoit que des 60 % des projets de logements privés seront conçus comme des appartements de luxe à faible densité, et qu'ailleurs plusieurs hectares seront transformés en centres commerciaux desquels les promoteurs immobiliers pourront tirer bénéfice.